# Kristus Frälsarens katedral, Banja Luka
Kristus Frälsarens katedral (serbisk kyrilliska: Саборни Храм Христа Спаситеља; latinska: Saborni Hram Hrista Spasitelja; kyrkslaviska: Хра́мъ Хрїста̀ Спаси́телѧ) är en serbisk-ortodox katedral belägen i staden Banja Luka, i Serbiska republiken, i Bosnien och Hercegovina. 
Katedralen är helgad åt Jesus Kristus och är residens för biskopen av Banja Lukas stift, Jefrem Milutinović. 
Den är också en av de största kyrkorna i staden. 

## Historik

### Tidigare kyrka
Tidigare stod det en annan kyrka på samma plats, men som var helgad åt Treenigheten.
År 1941, under andra världskriget, förstördes kyrkan av den kroatiska fascistiska och ultranationalistiska rörelsen Ustaša.

### Nuvarande katedralen
Kristus Frälsarens katedral började byggas 1993 och stod klar 2004.

## Bilder

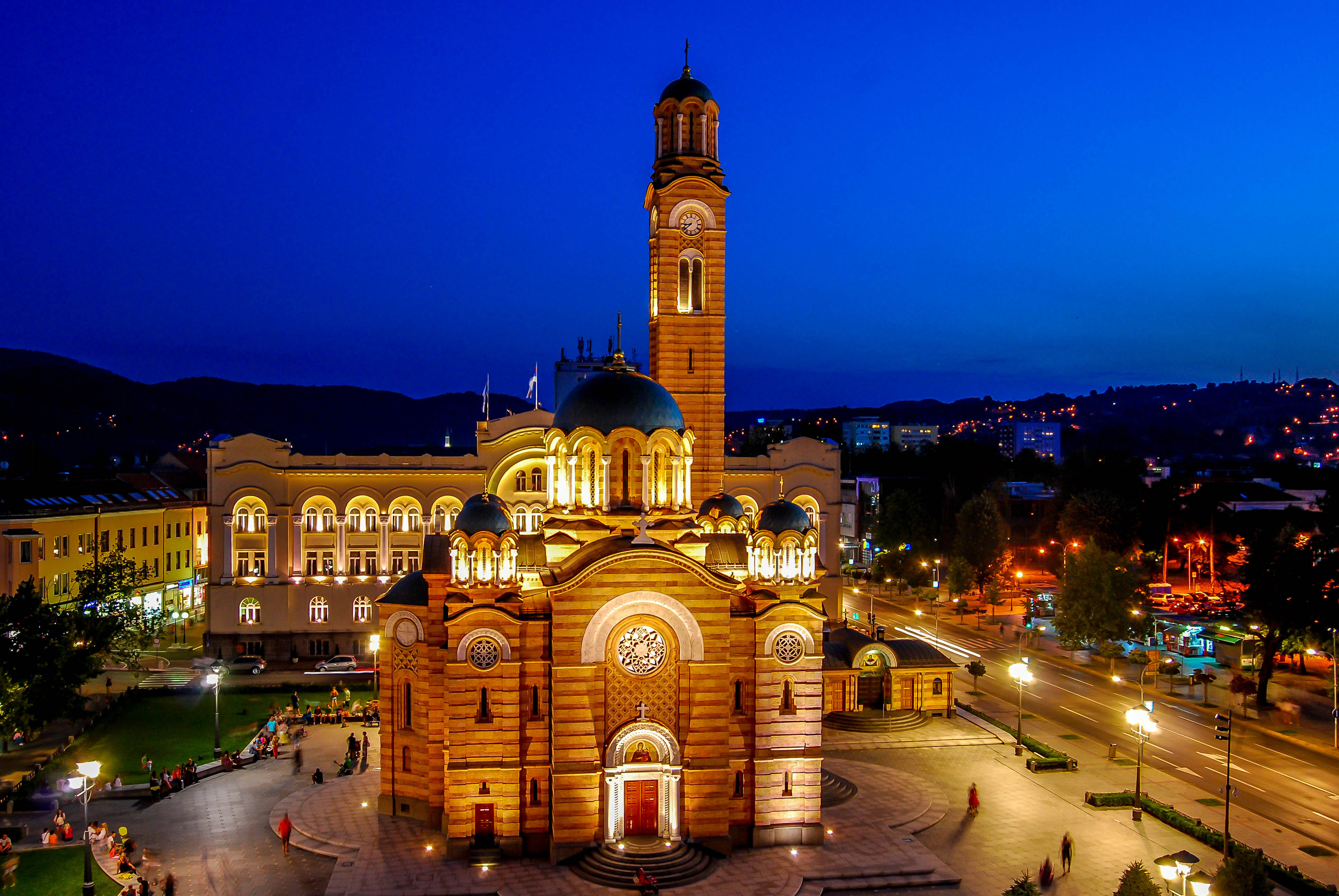
Katedralen under nattetid.
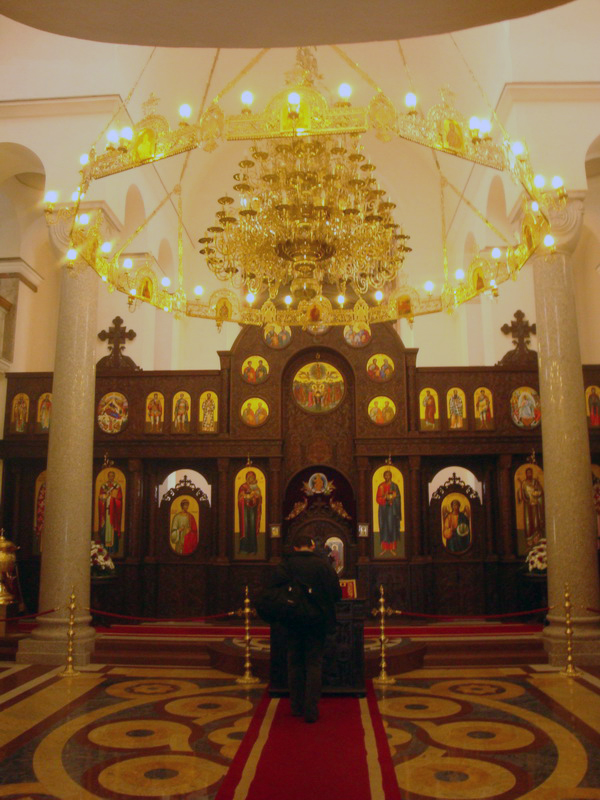
Katedralens interiör mot Ikonostasen.
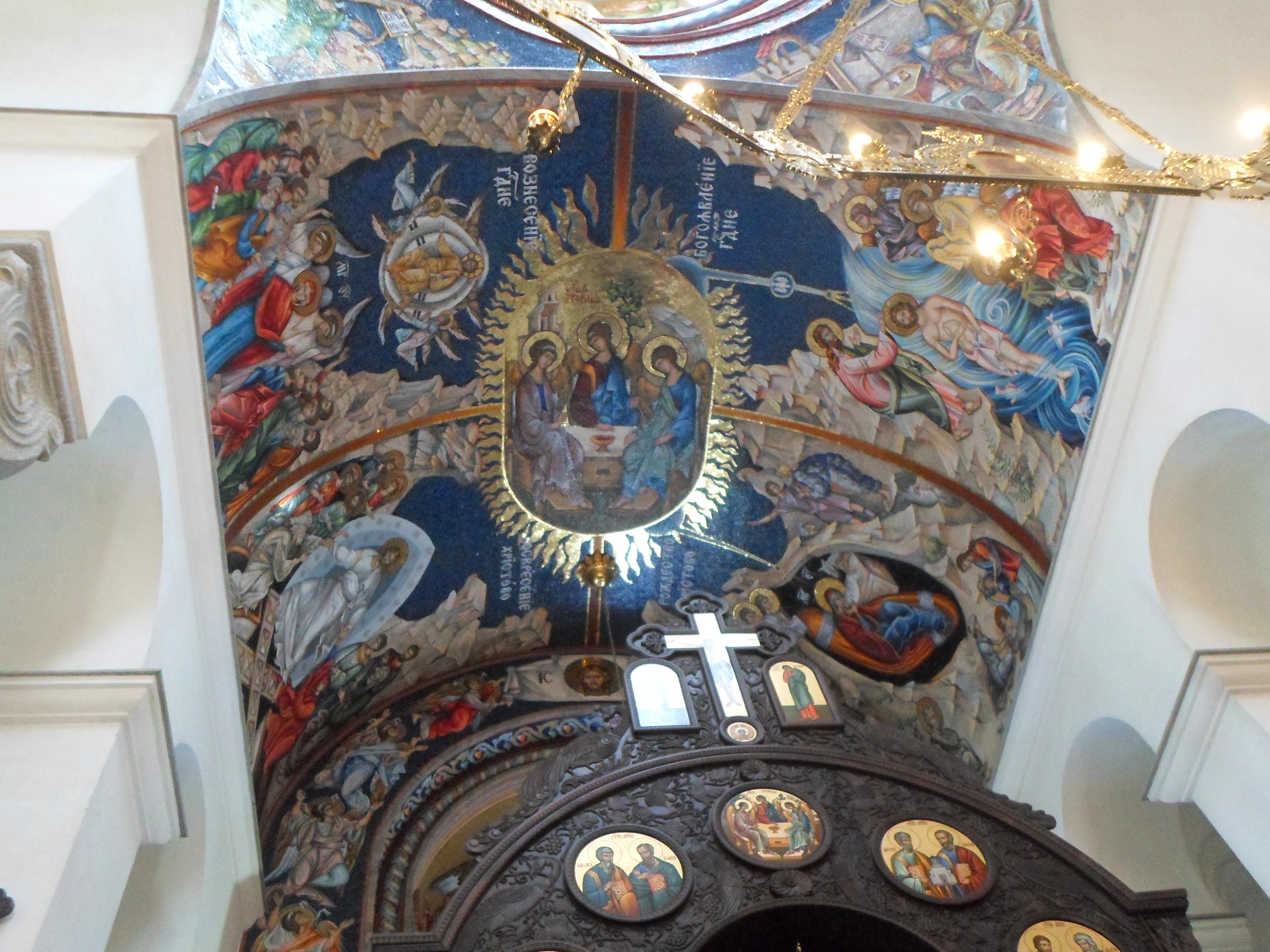
Takmålningar.
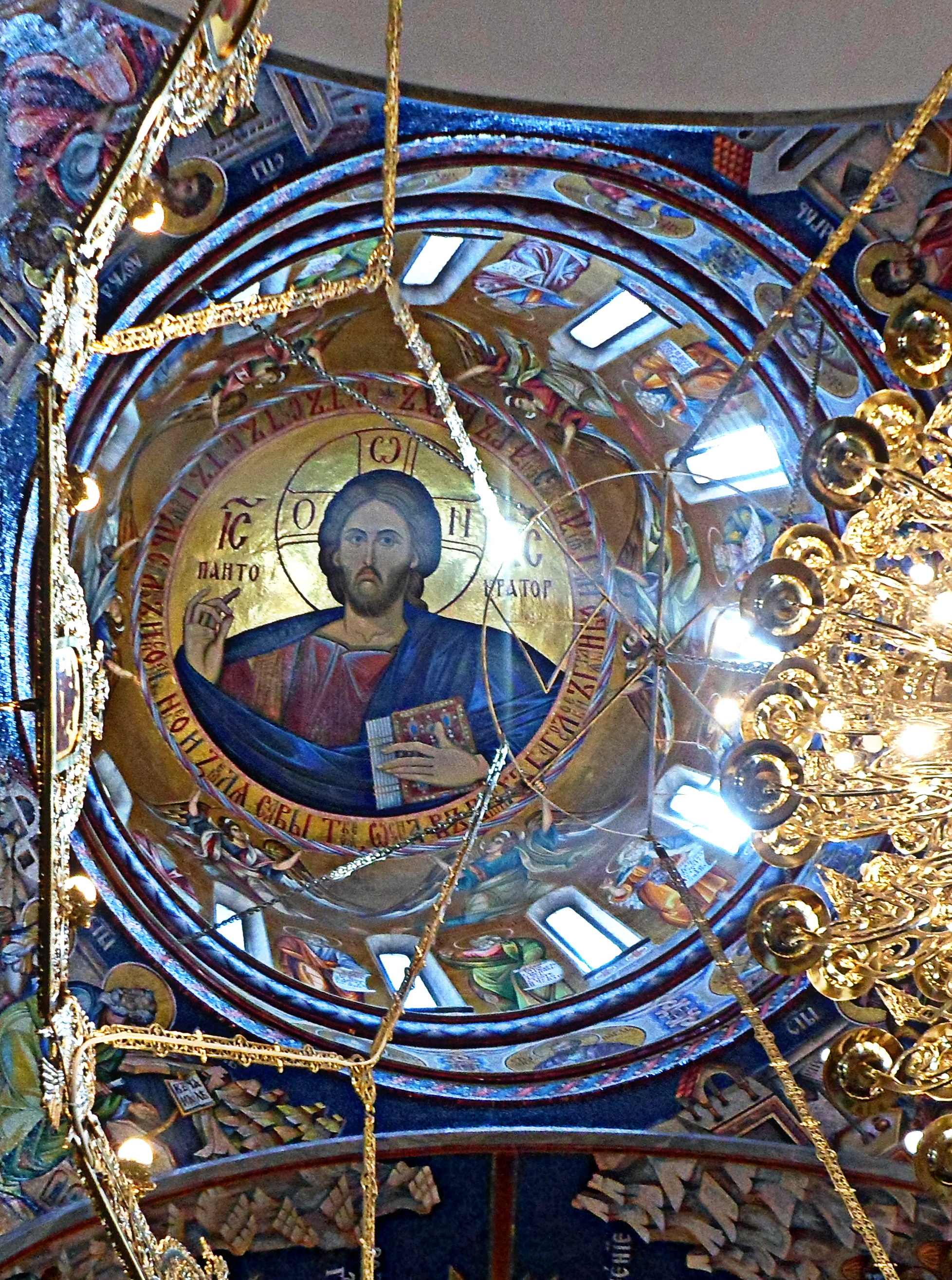
Kupolen inifrån, där Kristus pantokrator är avbildad.